# 长把马先蒿
长把马先蒿（学名：[Pedicularis longistipitata] 错误：{{Lang}}：文本有斜体标记（帮助））是列当科马先蒿属的植物，为中国的特有植物。分布在中国大陆的西藏等地，生长于海拔3,600米至4,850米的地区，目前尚未由人工引种栽培。